# گوسفند کامرونی
گوسفند کامرونی نژادی از گوسفند اهلی است که ریشه آن به کامرون باز می‌گردد اما به اروپا نیز صادر شده‌اند 